# Jorge Morelos
Jorge Morelos Salcedo (* 15. Dezember 1931 in Mexiko-Stadt) ist ein ehemaliger mexikanischer Fußballspieler auf der Position des Torwarts.

## Laufbahn
Morelos erhielt 1951 einen Vertrag beim Traditionsverein Club Necaxa, der erst 1950 den Schritt in den Profifußball unternommen hatte, den seine alten Konkurrenten aus der Liga Mayor bereits 1943 bei Einführung der mexikanischen Profiliga gegangen waren.
Morelos stand zeitlebens beim Club Necaxa unter Vertrag, mit dem er in der Saison 1959/60 den mexikanischen Pokalwettbewerb gewann. 1964 beendete Morelos seine aktive Laufbahn.

## Erfolge
- Mexikanischer Pokalsieger: 1960